# 帕氏凹腹鱈
帕氏凹腹鱈，為輻鰭魚綱鱈形目鼠尾鱈科的其中一種。分布於中西太平洋澳洲、新喀里多尼亞海域，屬深海底棲魚類，棲息深度在878-1503公尺，體長可達48公分，棲息在底層水域，生活習性不明。